# 鑽石結構
鑽石結構，也叫金刚石結構，以金刚石的晶体结构命名，空間晶格為面心立方晶格，每個晶格點的基元包含兩個相同的原子，分別位在000和{\displaystyle {\begin{matrix}{\frac {1}{4}}{\frac {1}{4}}{\frac {1}{4}}\end{matrix}}}。每個原子有四個最鄰近的原子，形成四面體鍵結。鑽石結構是相当空旷的，以硬球堆积模型来计算原子堆积因子僅有{\displaystyle {\frac {{\sqrt {3}}\pi }{16}}}（34%）。